# Varize (Mosella)
Varize è un comune francese di 511 abitanti situato nel dipartimento della Mosella nella regione del Grand Est.

## Società

### Evoluzione demografica
Abitanti censiti